# 荒川詔四
荒川 詔四（あらかわ しょうし、1944年（昭和19年）4月8日 - ）は、日本の経営者。株式会社ブリヂストン代表取締役社長や会長を歴任した。

## 人物
山形県出身。山形県立長井高等学校を経て、東京外国語大学外国語学部卒業後、ブリヂストン入社。タイ現地法人社長、本社取締役、常務、専務、副社長、ヨーロッパ現地法人会長 を経て、2006年本社社長に就任。主に海外事業を手がけ、同社の海外展開に貢献。2012年3月に会長就任。2013年3月に相談役に退いた。

## 略歴
- 1944年4月 山形県生まれ
- 1963年3月 山形県立長井高等学校卒業
- 1968年3月 東京外国語大学外国語学部インドシナ語学科卒業
- 1968年4月 ブリヂストン入社[2]
- 1985年1月 海外営業第2部中近東グループ主査
- 1988年3月 秘書室秘書課長
- 1991年7月 Ｆ21企画推進プロジェクトグループ長
- 1992年3月 アジア部所属 THAI BRIDGESTONE CO.,LTD.派遣(同社 取締役社長)
- 1997年3月 取締役 THAI BRIDGESTONE CO.,LTD.派遣(同社 取締役社長)
- 1997年8月 取締役中国室長
- 1998年1月 取締役 アジア･大洋州本部長 兼 中国室長
- 2001年3月 常務取締役 BRIDGESTONE/FIRESTONE EUROPE S.A.派遣(同社取締役会長 兼 最高経営責任者)
- 2002年3月 取締役 常務執行役員待遇BRIDGESTONE EUROPE NV/SA派遣(同社取締役会長 兼 最高経営責任者)
- 2003年3月 取締役 専務執行役員BRIDGESTONE EUROPE NV/SA派遣(同社取締役会長 兼 最高経営責任者)
- 2004年3月 取締役 専務執行役員 海外地域管掌2005年 3月代表取締役 専務執行役員 海外管掌
- 2005年7月 代表取締役 副社長[2] 海外管掌
- 2006年3月 代表取締役 社長[2] 兼 リスク管理管掌（CRO）
- 2006年12月 代表取締役 社長
- 2012年 3月 取締役会長[2]
- 2013年 3月 相談役[2]
- 2015年 3月 キリンホールディングス取締役[2]
- 2019年 3月 日本経済新聞社監査役[2]

## テレビ出演
- 日経スペシャル カンブリア宮殿 タイヤ世界一！　勝ち続ける"純国産"巨大メーカー（2012年11月8日、テレビ東京）[3]

## 著書
- 『優れたリーダーはみな小心者である。』（2017年9月1日、ダイヤモンド社）ISBN 9784478066966
- 『参謀の思考法 トップに信頼されるプロフェッショナルの条件』（2020年6月4日、ダイヤモンド社）ISBN 9784478106693

## DVD
- 『"小心な楽観主義"で率いる最強のリーダー学 世界No. 1ブリヂストン』日本経営合理化協会 2018年